# Campeonato Mundial de Atletismo de 2015 - 400 m feminino
A prova dos 400 metros feminino do Campeonato Mundial de Atletismo de 2015 foi disputada entre 24 e 27 de agosto no Estádio Nacional de Pequim, em Pequim.

## Recordes
Antes desta competição, os recordes mundiais e do campeonato nesta prova eram os seguintes.
| Tipo                  | Atleta                | Tempo | Local    | Data                 | Ref |
| --------------------- | --------------------- | ----- | -------- | -------------------- | --- |
|                       | Marita Koch           | 47.99 | Canberra | 6 de outubro de 1985 | ver |
| Recorde do campeonato | Jarmila Kratochvílová | 47.99 | Helsinki | 10 de agosto de 1983 | ver |

## Medalhas
| Ouro                | Prata                | Bronze                 |
| Allyson Felix (USA) | Shaunae Miller (BAH) | Shericka Jackson (JAM) |

## Cronograma
Todos os horários são locais (UTC+8).
| Data         | Hora  | Evento        |
| ------------ | ----- | ------------- |
| 24 de agosto | 10:45 | Eliminatórias |
| 25 de agosto | 19:05 | Semifinal     |
| 27 de agosto | 20:40 | Final         |

## Resultados

### Eliminatórias
Qualificação: Os 3 de cada bateria (Q) e os 6 melhores tempos  (q) avançam para a semifinal. 
| Classificação | Bateria | Atleta                   | Nacionalidade            | Tempo   | Notas |
| ------------- | ------- | ------------------------ | ------------------------ | ------- | ----- |
| 1             | 4       | Stephenie Ann McPherson  | Jamaica                  | 50,34   | Q, SB |
| 2             | 5       | Bianca Răzor             | Roménia                  | 50,37   | Q, PB |
| 3             | 5       | Shericka Jackson         | Jamaica                  | 50,41   | Q     |
| 4             | 4       | Phyllis Francis          | Estados Unidos           | 50,52   | Q, SB |
| 5             | 6       | Shaunae Miller           | Bahamas                  | 50,53   | Q     |
| 6             | 3       | Christine Day            | Jamaica                  | 50,58   | Q     |
| 7             | 1       | Allyson Felix            | Estados Unidos           | 50,60   | Q     |
| 8             | 3       | Joyce Zakary             | Quênia                   | 50,71   | Q, NR |
| 9             | 5       | Patience Okon George     | Nigéria                  | 50,87   | Q     |
| 10            | 1       | Floria Gueï              | França                   | 50,89   | Q, PB |
| 11            | 2       | Christine Ohuruogu       | Grã-Bretanha             | 51,01   | Q     |
| 12            | 6       | Novlene Williams-Mills   | Jamaica                  | 51,07   | Q, SB |
| 12            | 1       | Nataliya Pyhyda          | Ucrânia                  | 51,07   | Q, SB |
| 14            | 5       | Anyika Onuora            | Grã-Bretanha             | 51,14   | q, PB |
| 15            | 2       | Marie Gayot              | França                   | 51,24   | Q, PB |
| 16            | 2       | Natasha Hastings         | Estados Unidos           | 51,25   | Q     |
| 17            | 1       | Patrycja Wyciszkiewicz   | Polónia                  | 51,31   | q, PB |
| 18            | 2       | Maureen Jelagat Maiyo    | Quênia                   | 51,40   | q, PB |
| 19            | 4       | Nadezhda Kotlyarova      | Rússia                   | 51,42   | Q, PB |
| 20            | 6       | Ekaterina Renzhina       | Rússia                   | 51,55   | Q     |
| 20            | 3       | Kabange Mupopo           | Zâmbia                   | 51,55   | Q     |
| 22            | 6       | Libania Grenot           | Itália                   | 51,64   | q     |
| 23            | 1       | Anneliese Rubie          | Austrália                | 51,69   | q, PB |
| 24            | 5       | Carline Muir             | Canadá                   | 51,70   | q, SB |
| 25            | 4       | Regina George            | Nigéria                  | 51,74   |       |
| 25            | 4       | Małgorzata Hołub         | Polónia                  | 51,74   | PB    |
| 27            | 6       | Olha Zemlyak             | Ucrânia                  | 52,00   |       |
| 28            | 6       | Iga Baumgart             | Polónia                  | 52,02   | PB    |
| 29            | 3       | Mariya Mikhailyuk        | Rússia                   | 52,16   |       |
| 30            | 3       | Gunta Latiševa-Čudare    | Letônia                  | 52,17   | PB    |
| 31            | 1       | Kineke Alexander         | São Vicente e Granadinas | 52,24   |       |
| 32            | 5       | Lisneidy Veitia          | Cuba                     | 52,25   |       |
| 33            | 2       | Tosin Adeloye            | Nigéria                  | 52,42   |       |
| 34            | 4       | Justine Palframan        | África do Sul            | 52,45   |       |
| 35            | 3       | Maria Benedicta Chigbolu | Itália                   | 52,48   |       |
| 36            | 1       | Iveta Putalová           | Eslováquia               | 52,52   |       |
| 37            | 2       | Geisa Coutinho           | Brasil                   | 52,72   |       |
| 38            | 6       | Aauri Bokesa             | Espanha                  | 52,98   |       |
| 39            | 3       | Audrey Jean-Baptiste     | Canadá                   | 53,18   |       |
| 40            | 2       | Amaliya Sharoyan         | Armênia                  | 54,16   |       |
| 41            | 4       | Dil Maya Karki           | Nepal                    | 1:00,99 |       |
|               | 5       | Jacinter Shikanda        | Quênia                   | DQ      |       |

### Semifinal
Qualificação: Os 2 de cada bateria (Q) e os 2 melhores tempos  (q) avançam para a final. 
| Classificação | Bateria | Atleta                  | Nacionalidade  | Tempo | Notas |
| ------------- | ------- | ----------------------- | -------------- | ----- | ----- |
| 1             | 3       | Allyson Felix           | Estados Unidos | 49,89 | Q, SB |
| 2             | 3       | Shericka Jackson        | Jamaica        | 50,03 | Q, PB |
| 3             | 1       | Shaunae Miller          | Bahamas        | 50,12 | Q     |
| 4             | 2       | Christine Ohuruogu      | Grã-Bretanha   | 50,16 | Q, SB |
| 5             | 2       | Stephenie Ann McPherson | Jamaica        | 50,32 | Q, SB |
| 6             | 3       | Novlene Williams-Mills  | Jamaica        | 50,47 | q, SB |
| 7             | 2       | Phyllis Francis         | Estados Unidos | 50,50 | q, SB |
| 8             | 3       | Nataliya Pyhyda         | Ucrânia        | 50,62 | PB    |
| 9             | 2       | Patience Okon George    | Nigéria        | 50,76 | PB    |
| 10            | 1       | Christine Day           | Jamaica        | 50,82 | Q     |
| 11            | 3       | Anyika Onuora           | Grã-Bretanha   | 50,87 | PB    |
| 12            | 2       | Marie Gayot             | França         | 50,97 | PB    |
| 13            | 3       | Bianca Răzor            | Roménia        | 51,05 |       |
| 14            | 1       | Libania Grenot          | Itália         | 51,14 |       |
| 15            | 1       | Floria Gueï             | França         | 51,30 |       |
| 16            | 1       | Natasha Hastings        | Estados Unidos | 51,33 |       |
| 17            | 2       | Ekaterina Renzhina      | Rússia         | 51,49 | PB    |
| 18            | 1       | Nadezhda Kotlyarova     | Rússia         | 51,86 |       |
| 19            | 3       | Maureen Jelagat Maiyo   | Quênia         | 51,92 |       |
| 20            | 3       | Kabange Mupopo          | Zâmbia         | 51,93 |       |
| 21            | 2       | Patrycja Wyciszkiewicz  | Polónia        | 51,94 |       |
| 22            | 1       | Anneliese Rubie         | Austrália      | 52,04 |       |
| 23            | 2       | Carline Muir            | Canadá         | 52,31 |       |
|               | 1       | Joyce Zakary            | Quênia         | DNS   |       |

### Final
A final ocorreu às 20:40.
| Classificação     | Faixa | Atleta                  | Nacionalidade  | Tempo | Notas |
| ----------------- | ----- | ----------------------- | -------------- | ----- | ----- |
| Medalha de ouro   | 6     | Allyson Felix           | Estados Unidos | 49,26 | WL    |
| Medalha de prata  | 5     | Shaunae Miller          | Bahamas        | 49,67 | PB    |
| Medalha de bronze | 4     | Shericka Jackson        | Jamaica        | 49,99 | PB    |
| 4                 | 8     | Christine Day           | Jamaica        | 50,14 | PB    |
| 5                 | 9     | Stephenie Ann McPherson | Jamaica        | 50,42 |       |
| 6                 | 2     | Novlene Williams-Mills  | Jamaica        | 50,47 | SB    |
| 7                 | 3     | Phyllis Francis         | Estados Unidos | 50,51 |       |
| 8                 | 7     | Christine Ohuruogu      | Grã-Bretanha   | 50,63 |       |

Legenda
| Recorde mundial       | Recorde mundial (World record)               |                       | Recorde africano                      | Recorde africano (African) |                                           | Q | Classificado por posição (Qualified) |
| Recorde do campeonato | Recorde do campeonato (Championship record)  | Recorde da América    | Recorde da América (Americas)         | q                          | Classificado por melhor tempo (Qualified) |   |                                      |
| Melhor marca do ano   | Melhor marca do ano (World leading)          | Recorde asiático      | Recorde asiático (Asian)              | DNS                        | Não largou (Did not start)                |   |                                      |
| Recorde nacional      | Recorde nacional (National record)           | Recorde europeu       | Recorde europeu (European)            | DNF                        | Não terminou (Did not finish)             |   |                                      |
| Recorde pessoal       | Recorde pessoal do atleta (Personal best)    | Recorde da Oceania    | Recorde da Oceania (Oceania)          | DSQ / DQ                   | Desclassificado (Disqualified)            |   |                                      |
| Recorde da temporada  | Recorde da temporada do atleta (Season best) | Recorde sul-americano | Recorde sul-americano (South America) | NM                         | Sem marca (No mark)                       |   |                                      |